# Pentecostal World Fellowship
Pentecostal World Fellowship (PWF) är en internationell gemenskap av pingstförsamlingar. Första mötet hölls 1947 i Zürich, Schweiz.
Medlemmar är: 
- Apostolic Faith Mission of South Africa
- Apostolic Faith Mission of Namibia
- Asia Assembly Mission Council (Hongkong)
- Apostolic Church of Pentecost of Canada

- Assemblies of God (USA & International)
- Assemblies of God in Australia
- Assemblies of God in Great Britain and Ireland
- Assemblies of God Nigeria
- Assemblies of God of Malaysia
- Assemblies of God of Singapore
- Assemblies of God Romania
- Assembleias de Deus (Brasilien)
- Japan Assemblies of God
- Liberia Assemblies of God
- New Life Assembly of God (Indien)
- Pakistan Assemblies of God

- Bund Freikirchlicher Pfingstgemeinden (Tyskland)
- Calvary Church (Malaysia)

- Church of God (USA & International)
- Church of God in Korea
- Church of God in Mexico
- Church of God in Christ (USA & International)
- Deeper Christian Life Ministry (Nigeria)
- Enlise des Assemblees de DIeu (Togo)
- Evangelical Pentecostal Fellowship (Ungern)
- Fida International (Finland)
- Graha Bethany (Indonesien)
- Hillsong (Australien)
- Igreja Methodista Wesleyana (Brasilien)

- International Church of the Foursquare Gospel (USA & International)
- Foursquare Gospel Church of Canada
- Church of the Foursquare Gospel in the Philippines
- International Pentecostal Holiness Church (USA & International)

- Lighthouse Chapel International (Ghana)
- Manna International (India)
- Missão Evangélica Pentecostal de Angola
- Pentecostal Assemblies of Canada
- Pentecostal Charismatic Churches of North America (North America)
- Pentecostal European Fellowship
- Pentecostal Holiness Church of Canada
- Pentecostal Holiness Church (Hongkong)
- Pingst - fria församlingar i samverkan
- Pingströrelsen i Norge
- Renueve de Plenitud (Centralamerika)
- Romanian Pentecostal Union (Rumänien)
- Union of Pentecostal Churches of Lithuania